# Chromatica
Chromatica är Lady Gagas sjätte studioalbum. Albumet släpptes den 29 maj 2020 av Streamline och Interscope Records. Ursprungligen skulle albumet släppas den 10 april 2020, men försenades ett par veckor på grund av coronaviruspandemin. Chromatica är uppföljaren till Gagas femte studioalbum, Joanne, som släpptes 2016. 
Lady Gaga ser albumet som en påminnelse om hennes "absoluta kärlek till elektronisk musik", och flera olika producenter har arbetat med albumet, däribland BloodPop, BURNS, Axwell och Tchami. Genomgående är mental hälsa, läkning och att finna lycka återkommande teman i albumet. Ariana Grande, Blackpink och Elton John medverkar på varsin låt på albumet. 
Den 28 februari släpptes albumets första singel, "Stupid Love". Singeln nådde topp fem i både Storbritannien och USA. "Rain on Me", med Ariana Grande, blev den andra singeln att släppas, den 22 maj 2020. Den tredje singeln, "Sour Candy", med Blackpink, släpptes den 28 maj 2020, dagen före albumets premiärdatum. 

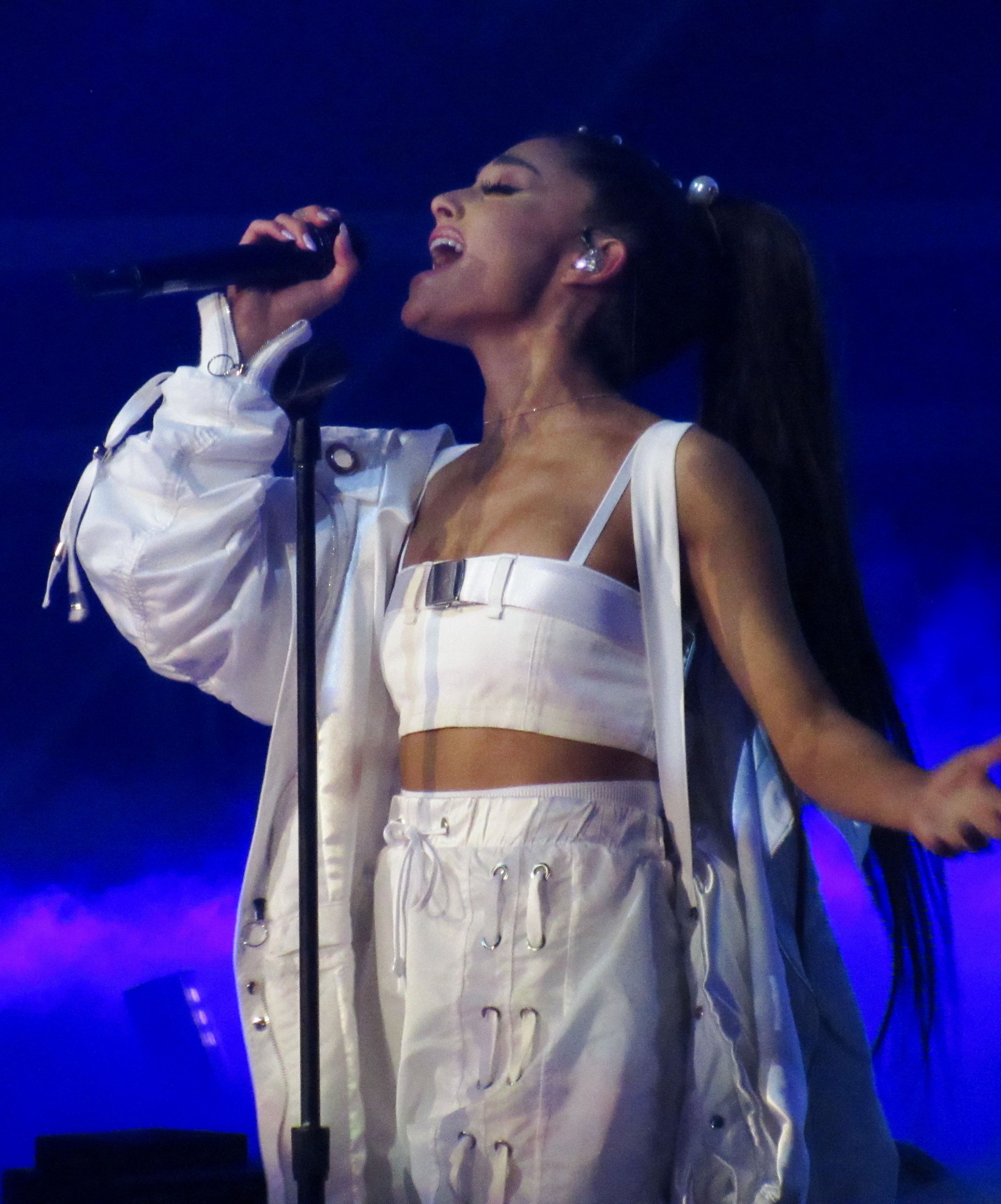
Gaga samarbetade med Ariana Grande med låten "Rain on Me".

Den 18 september 2020 släpptes en musikvideo till singeln ”911” från albumet.
3 september 2021 släpptes en remix version av albumet DAWN OF CHROMATICA

## Musiken
Chromatica består av 80- och 90-talsinspirerad dance-pop och electropop, vilket tydligt skiljer sig från Gagas senaste countryalbum Joanne (2016). Albumet innehåller dessutom inslag av house, techno, disco, funk, trance, Eurodance, EDM och new wave-musik.

## Turné
Den 5 mars 2020 meddelade Gaga att en konsertturné med sex konserter, The Chromatica Ball, är planerad att börja den 24 juli 2020 i Saint-Denis, Frankrike och avsluta den 19 augusti 2020 i East Rutherford, USA. På grund av coronaviruspandemin har turnén skjutits fram två gånger och ska nu genomföras under 2022.

## Låtlista
| 1.           | Chromatica I                     | Lady Gaga, Morgan Kibby | Kibby, Gaga                                         | 1:00  |
| 2.           | Alice                            | Gaga, BloodPop, Axel Hedfors, Justin Tranter, Johannes Klahr                                                                            | BloodPop, Axwell, Klahr, Benjamin Rice              | 2:57  |
| 3.           | Stupid Love                      | Gaga, BloodPop, Max Martin, Martin Joseph Léonard Bresso, Ely Rise                                                                      | BloodPop, Tchami, Martin, Rice                      | 3:13  |
| 4.           | Rain on Me (med Ariana Grande)   | Gaga, BloodPop, Matthew Burns, Nija Charles, Rami Yacoub, Bresso, Grande, Alexander Ridha                                               | BloodPop, Burns, Tchami, Rice                       | 3:02  |
| 5.           | Free Woman                       | Gaga, BloodPop, Hedfors, Klahr | BloodPop, Axwell, Klahr, Rice                       | 3:11  |
| 6.           | Fun Tonight                      | Gaga, BloodPop, Burns, Yacoub | BloodPop, Burns, Rice                               | 2:53  |
| 7.           | Chromatica II                    | Gaga, Kibby | Kibby, Gaga                                         | 0:41  |
| 8.           | 911                              | Gaga, BloodPop, Madeon, Tranter | BloodPop, Madeon, Rice                              | 2:52  |
| 9.           | Plastic Doll                     | Gaga, BloodPop, Skrillex, Yacoub, Jacob "Jkash" Hindlin                                                                                 | BloodPop, Skrillex, Rice                            | 3:41  |
| 10.          | Sour Candy (med Blackpink)       | Gaga, BloodPop, Burns, Yacoub, Madison Emiko Love, Teddy Park                                                                           | BloodPop, Burns, Rice                               | 2:37  |
| 11.          | Enigma                           | Gaga, BloodPop, Burns, Hindlin | BloodPop, Burns, Rice                               | 2:59  |
| 12.          | Replay                           | Gaga, BloodPop, Burns | Burns, Rice                                         | 3:06  |
| 13.          | Chromatica III                   | Gaga, Kibby | Kibby, Gaga                                         | 0:27  |
| 14.          | Sine from Above (med Elton John) | Gaga, BloodPop, John, Hedfors, Klahr, Yacoub, Richard Zastenker, Ryan Tedder, Sebastian Ingrosso, Rice, Vincent Pontare, Salem Al Fakir | BloodPop, Axwell, Burns, Klahr, Liohn, Yacoub, Rice | 4:04  |
| 15.          | 1000 Doves                       | Gaga, BloodPop, Bresso, Yacoub | BloodPop, Tchami, Rice                              | 3:35  |
| 16.          | Babylon                          | Gaga, BloodPop, Burns | BloodPop, Burns, Tchami, Rice                       | 2:41  |
| Total längd: | Total längd:                     | Total längd: | Total längd:                                        | 42:59 |

| 17.          | Love Me Right                        |                                          |                                | 2:51  |
| 18.          | 1000 Doves (Piano Demo)              | Gaga, BloodPop, Yacoub, Bresso           |                                | 2:49  |
| 19.          | Stupid Love (Vitaclub Warehouse Mix) | Gaga, BloodPop, Martin, Bresso, Weisfeld | BloodPop, Tchami, Martin, Rice | 3:41  |
| Total längd: | Total längd:                         | Total längd:                             | Total längd:                   | 52:20 |

| 20.          | Stupid Love (Ellis Remix) | Gaga, BloodPop, Martin, Bresso, Weisfeld | BloodPop, Tchami, Martin, Rice | 4:11  |
| Total längd: | Total längd:              | Total längd:                             | Total längd:                   | 56:31 |

1. 1 2 3 4 5 6 7 8 9 10 11 12 13 14 15  Som röstproducent.
2. 1 2 3  Som co-producer och röstproducent
3. 1 2 3  Som extra producent.